# Rantau Majo
Rantau Majo is een bestuurslaag in het regentschap Muaro Jambi van de provincie Jambi, Indonesië. Rantau Majo telt 1091 inwoners (volkstelling 2010).